# Pebá
Pebá es una localidad ubicada en el municipio de Abalá del estado mexicano de Yucatán y se encuentra en la Región 8 o Sur Poniente del mismo estado. Tiene una altitud promedio de 12 m s. n. m. y se localiza al sur de la ciudad capital del estado, la ciudad de Mérida.

## Toponimia
Pebá significa en idioma maya "llevar un vaso de agua en la mano.".

## Demografía
Según el censo de 2005 realizado por el INEGI, la población de la localidad era de 275 habitantes, de los cuales 137 eran hombres y 138 eran mujeres.
| 243                         | 219 | 224 | 195 | 158 | 191 | 260 | 330 | 389 | 281 | 284 | 234 | 275 |
| (Fuente: INEGI [Consultar]) |     |     |     |     |     |     |     |     |     |     |     |     |

## Galería

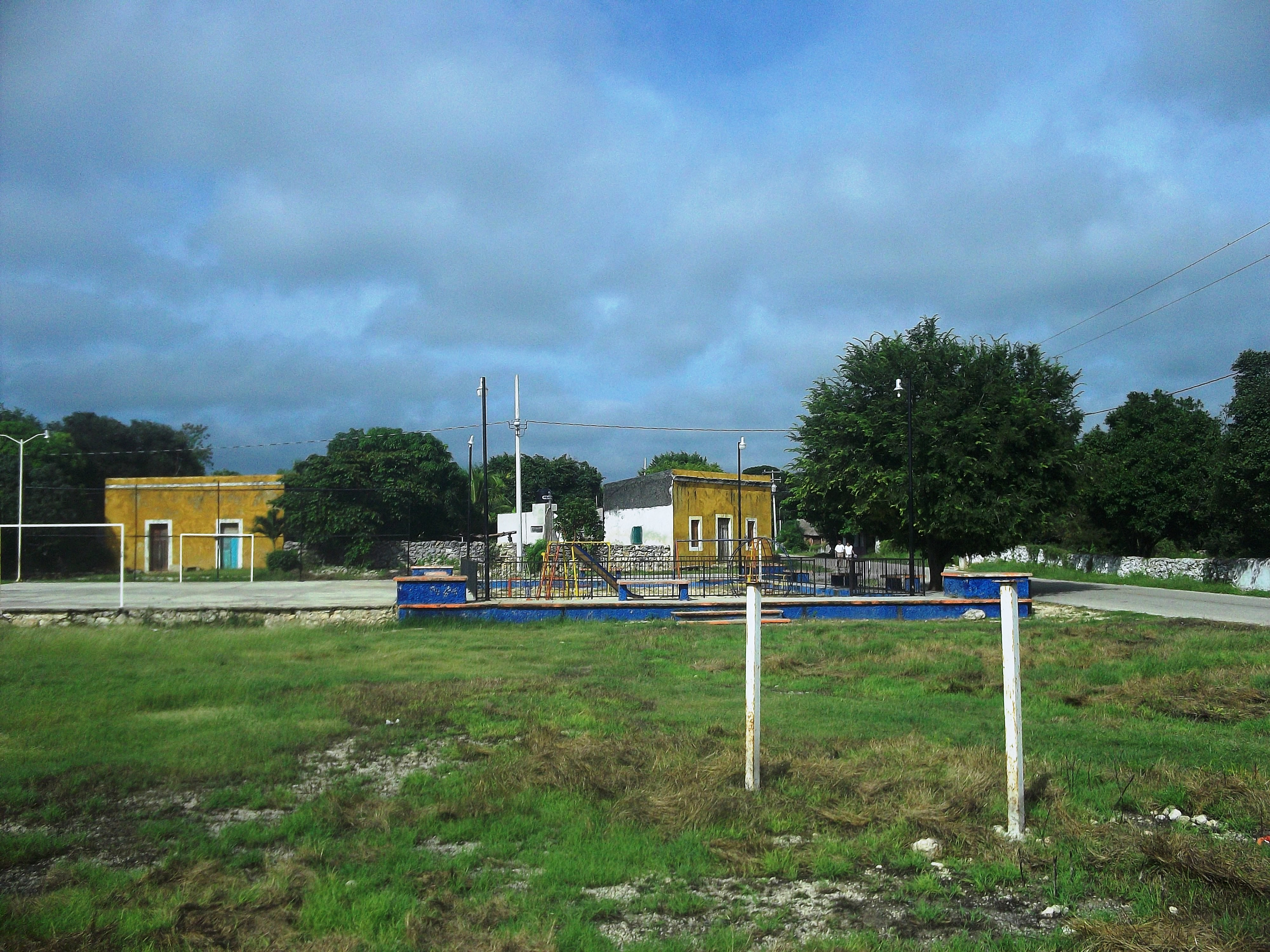
Parque principal.
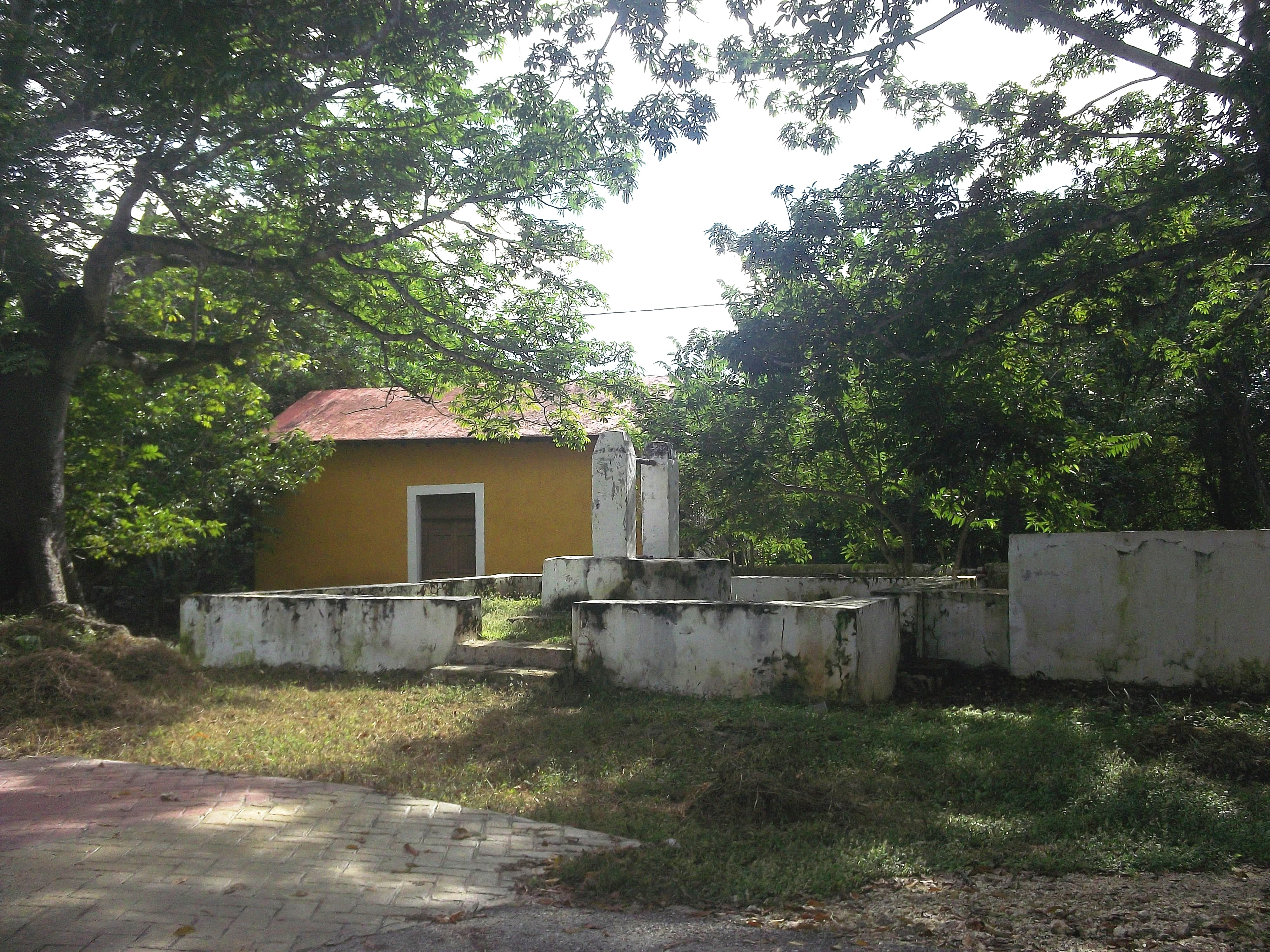
Hacienda.
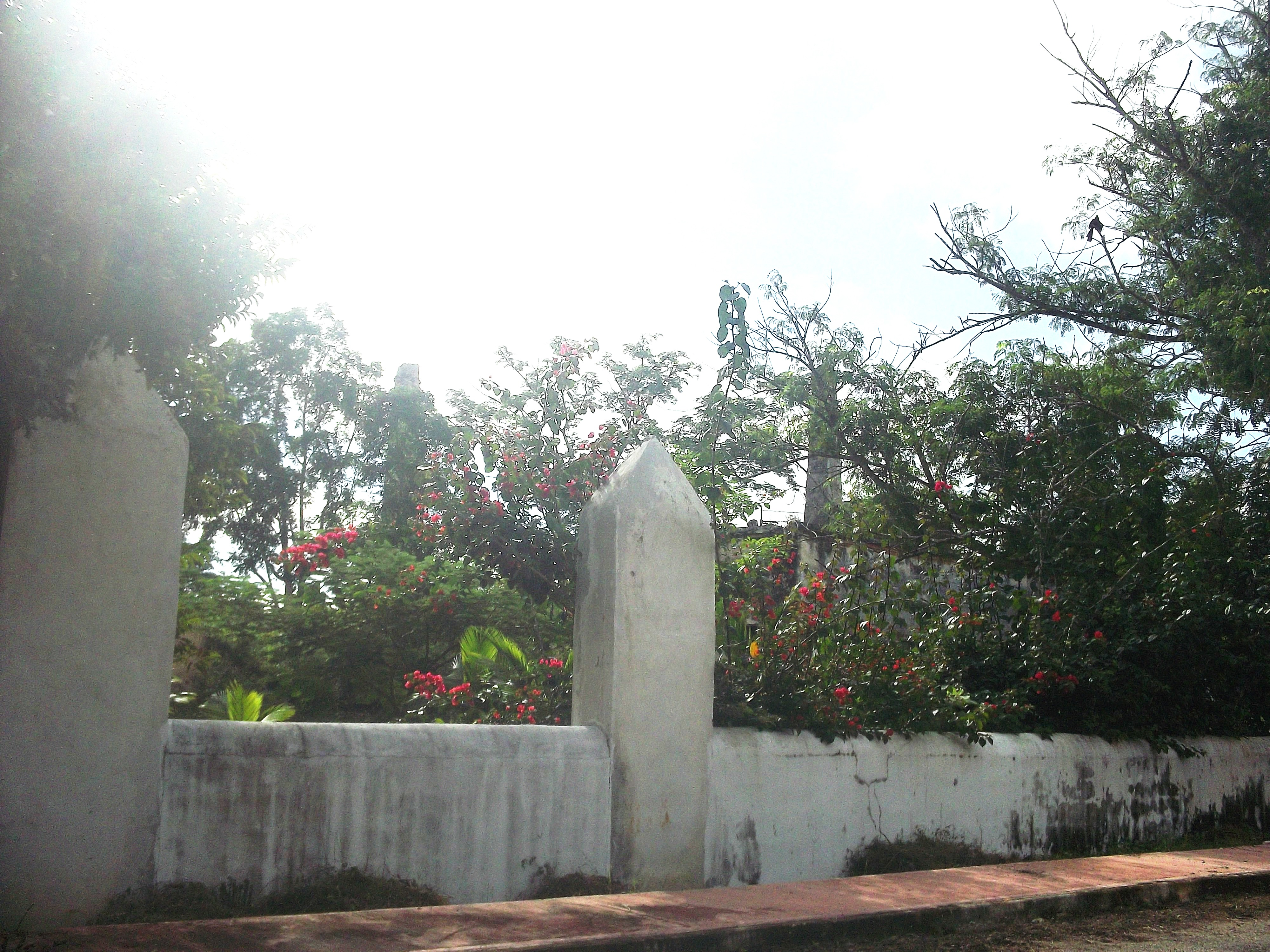
Hacienda.
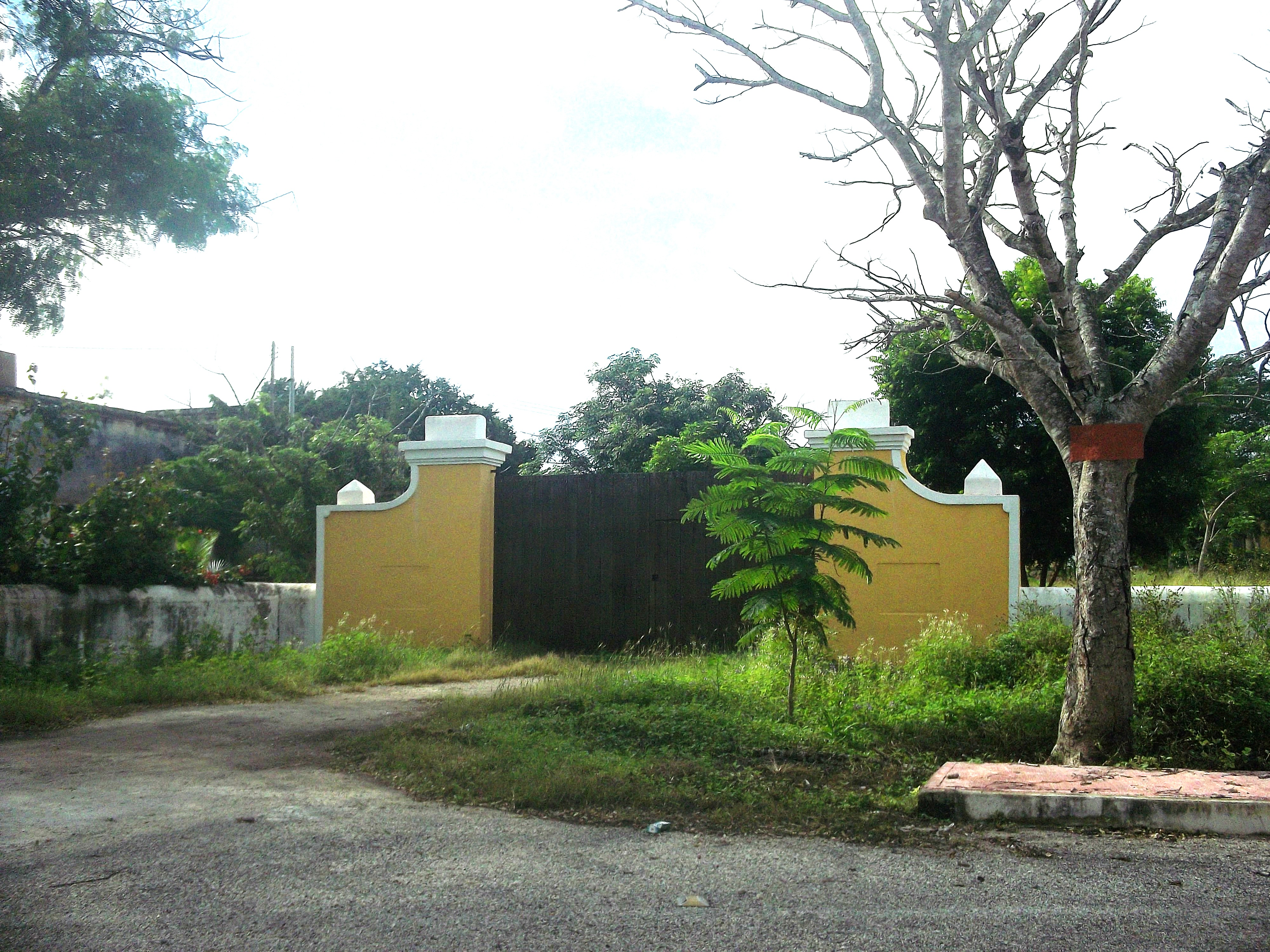
Hacienda.
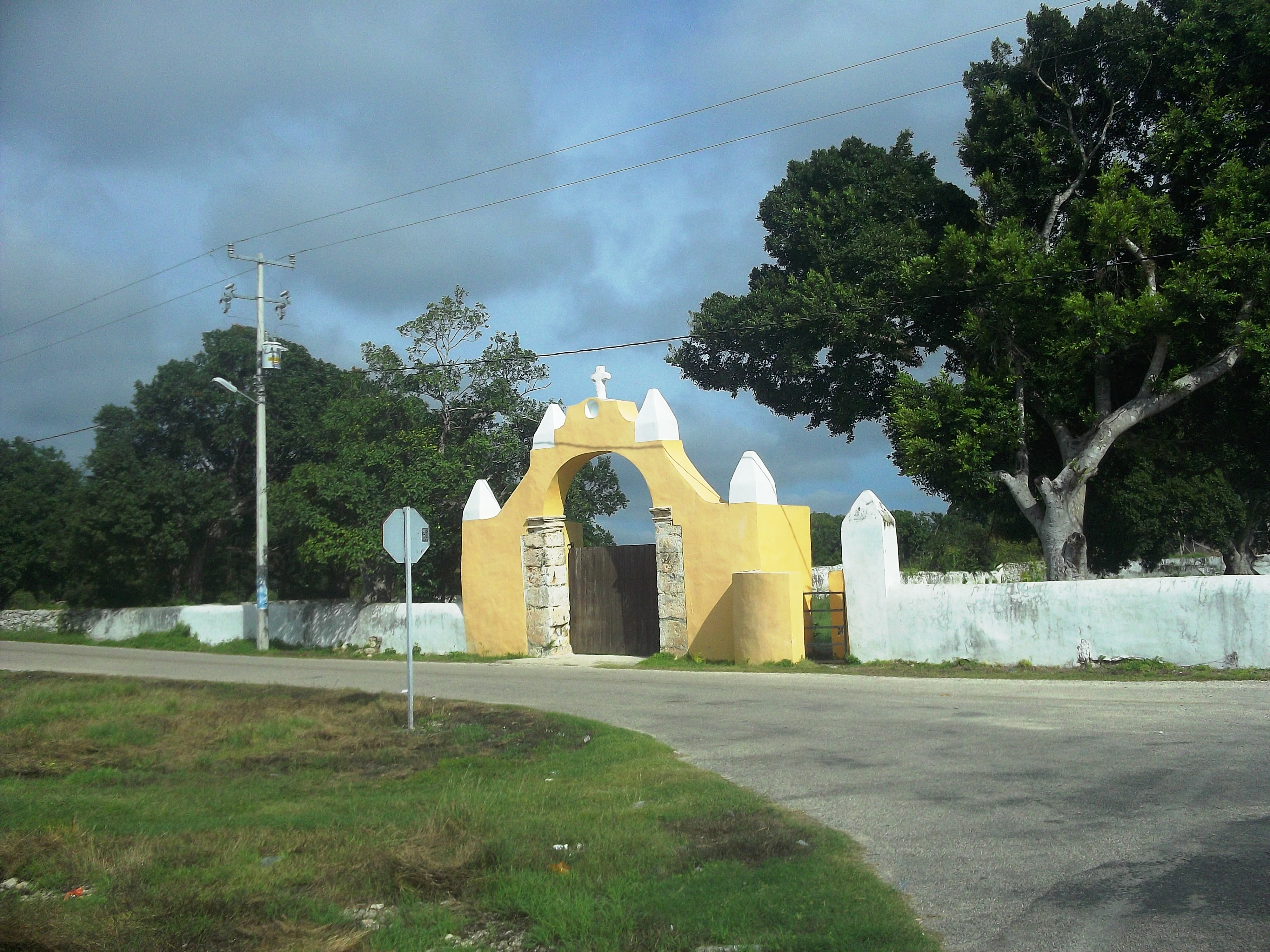
Hacienda.
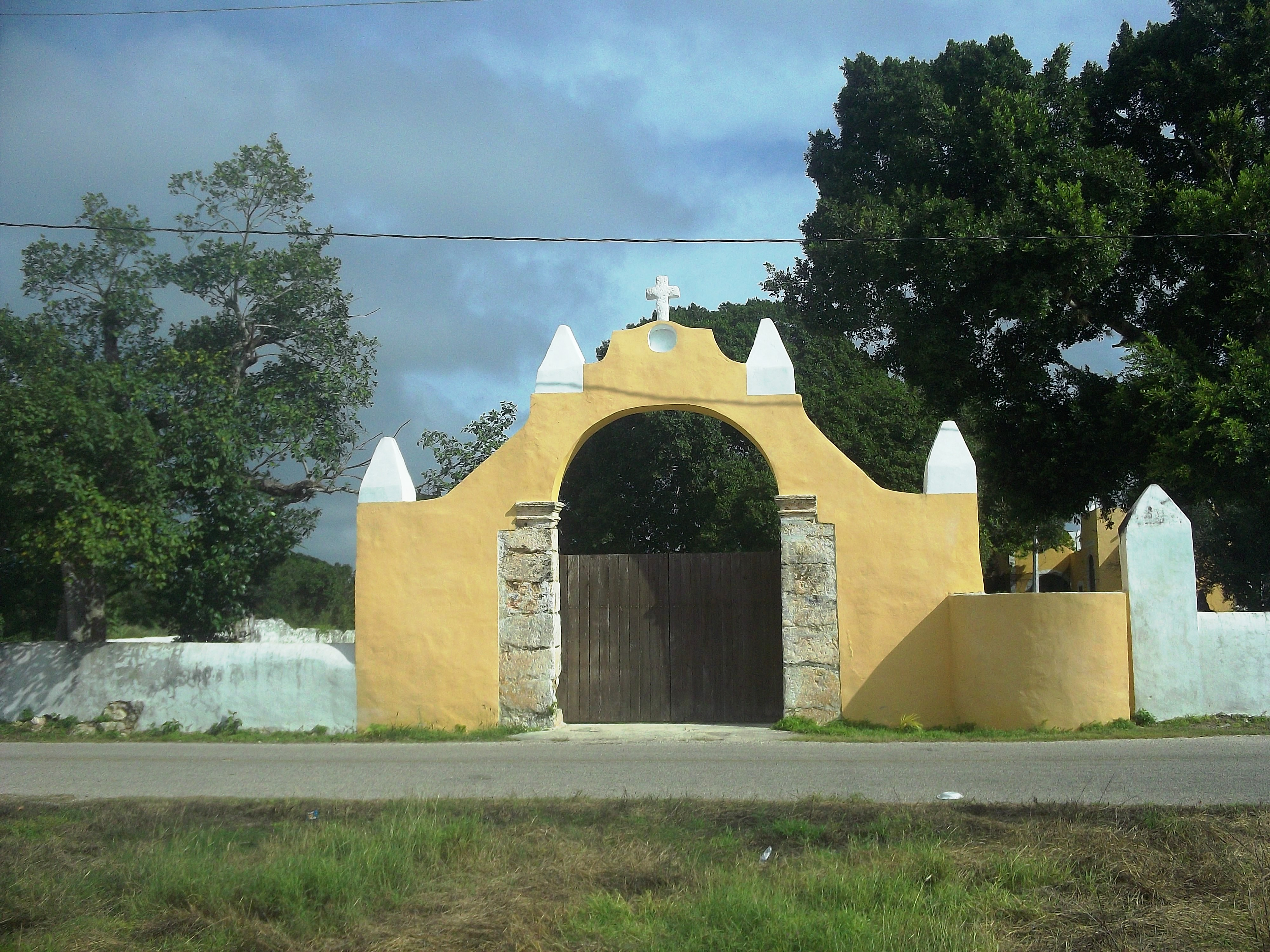
Hacienda.
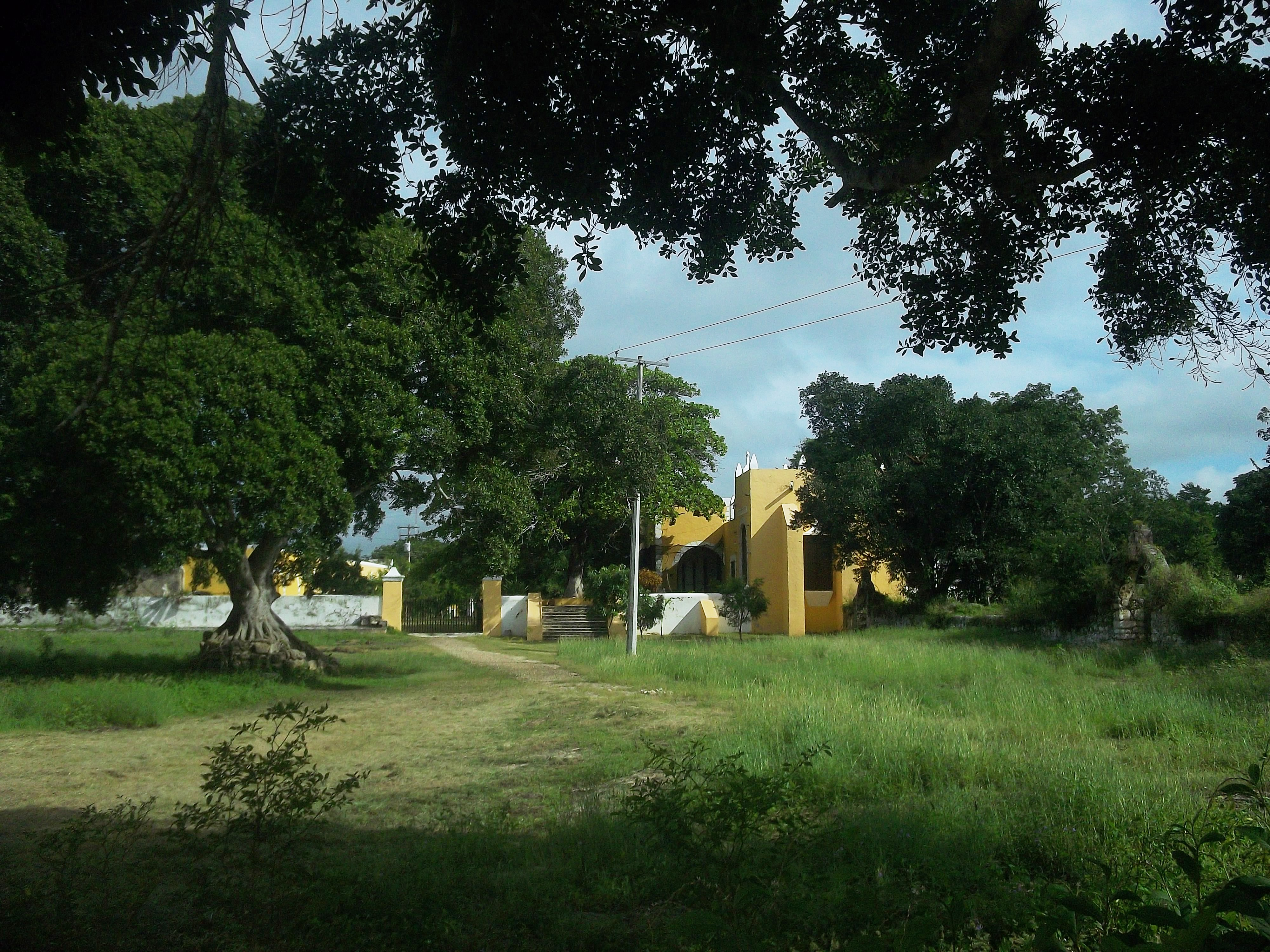
Hacienda.
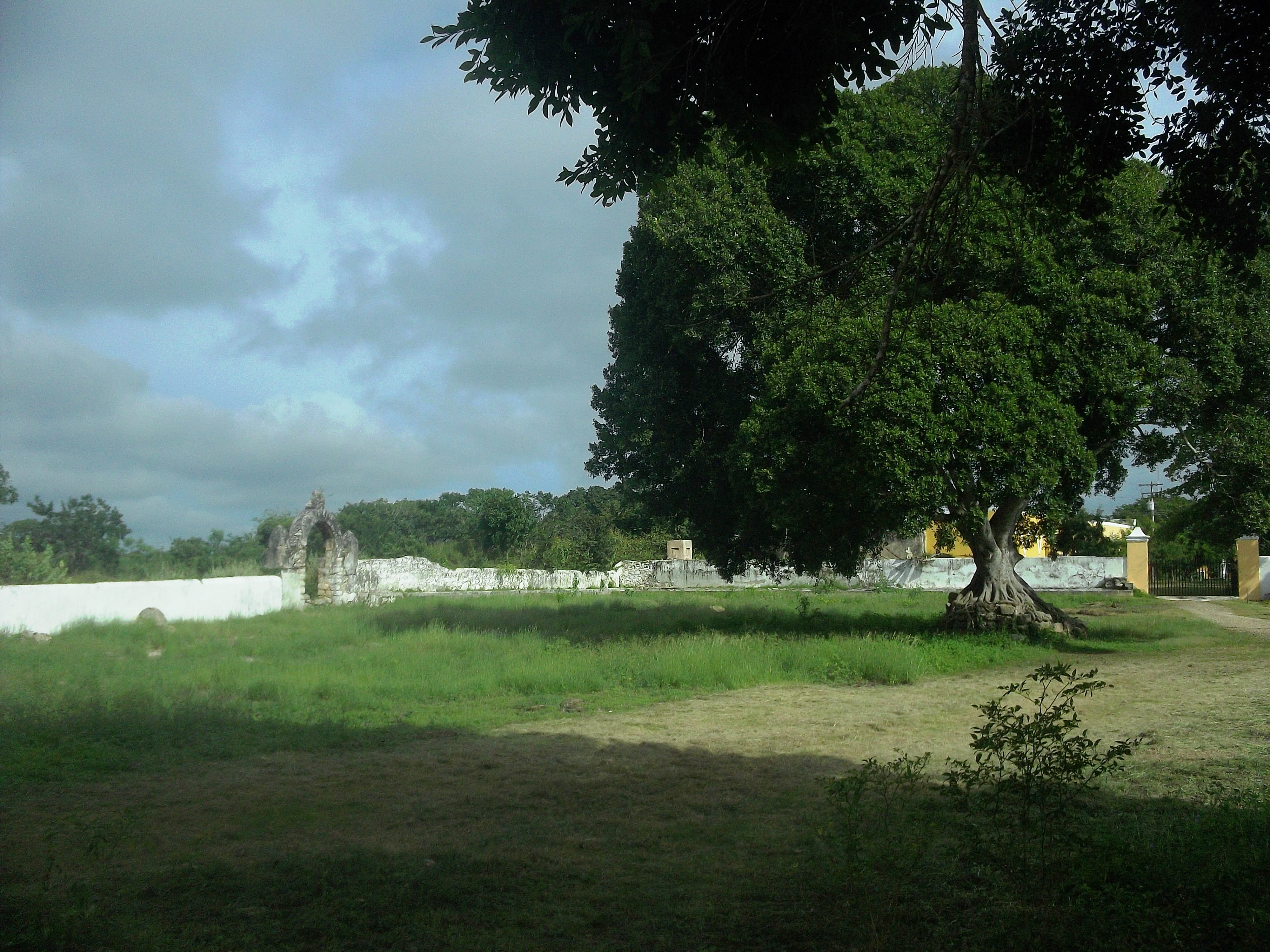
Hacienda.
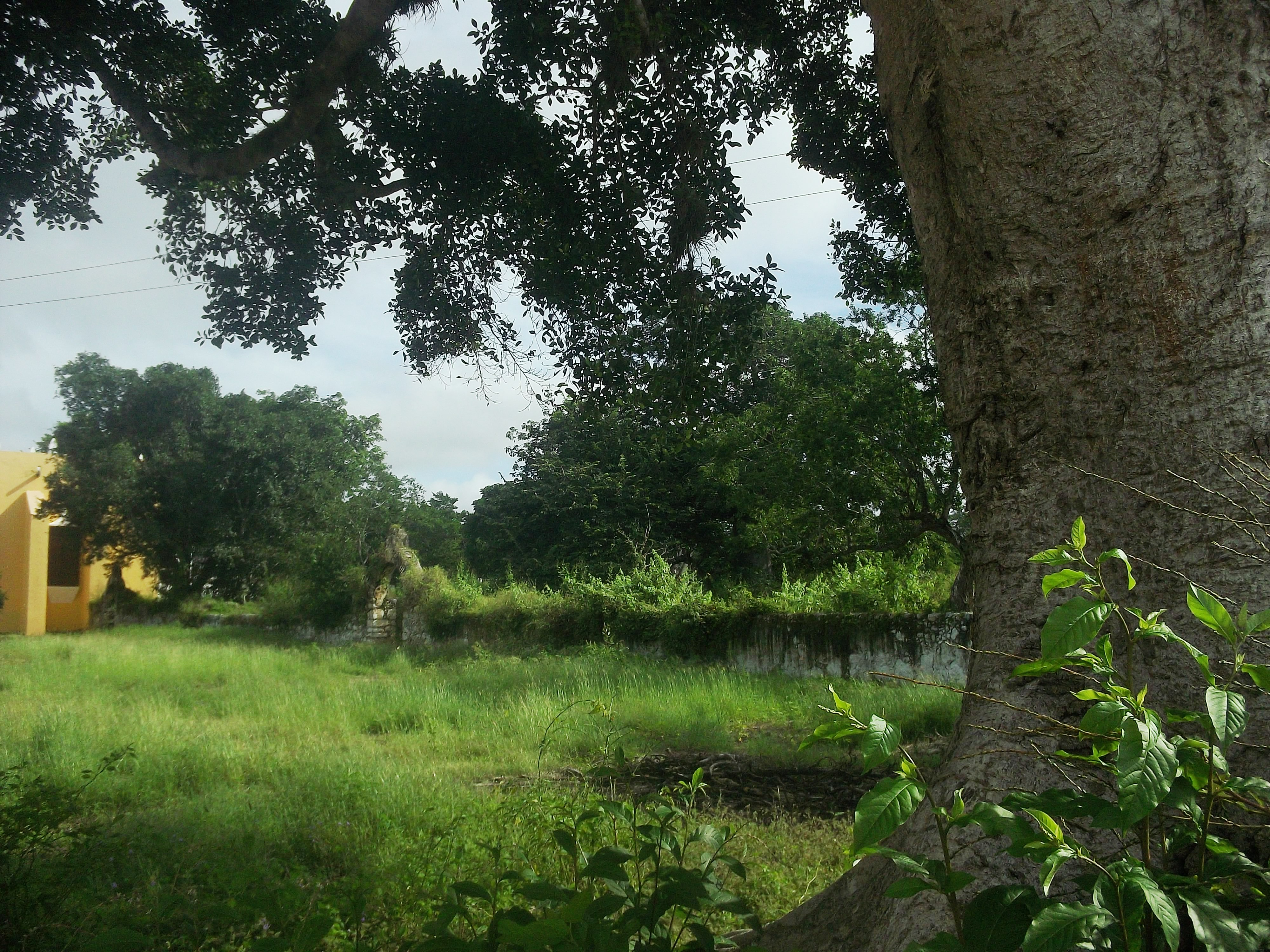
Hacienda.